# مرادلی (بورچکا)
مرادلی (به ترکی استانبولی: Muratlı) یک منطقهٔ مسکونی در ترکیه است که در بورچکا واقع شده‌است. مرادلی ۳۰۵ نفر جمعیت دارد.